# Bellefontaine (Manche)
Bellefontaine – miejscowość i dawna gmina we Francji, w regionie Normandia, w departamencie Manche. W 2013 roku populacja gminy wynosiła 151 mieszkańców. 
W dniu 1 stycznia 2017 roku z połączenia siedmiu ówczesnych gmin – La Bazoge, Bellefontaine, Chasseguey, Chérencé-le-Roussel, Juvigny-le-Tertre, Le Mesnil-Rainfray oraz Le Mesnil-Tôve – utworzono nową gminę Juvigny-les-Vallées. Siedzibą gminy została miejscowość Juvigny-le-Tertre. 